# Adalgisio Pitbull
Adalgisio Miranda da Rocha Neto (* 30. Oktober 1989 in Mossoró), auch Adalgisio Pitbull genannt,  ist ein brasilianischer Fußballspieler.

## Karriere
Adalgisio Pitbull stand von 2009 bis 2012 beim ACEC Baraúnas in seiner Geburtsstadt Mossoró unter Vertrag. Von 2013 bis September 2020 spielte er bei den brasilianischen Vereinen ADRC Icasa, Guarany SC, Guarani FC, Campinense Clube, Criciúma EC, Cuiabá EC, Botafogo FC (PB) und UR Trabalhadores. 2016 gewann er mit dem Campinense Clube die Staatsmeisterschaft von Paraíba und stand im Finale der Copa do Nordeste. Hier verlor man gegen den Santa Cruz FC in zwei Finalspielen mit 3:2. Die Staatsmeisterschaft von Mato Grosso 2018 gewann er mit dem Cuiabá EC. 2019 gewann er mit dem Botafogo FC (PB) wieder die Staatsmeisterschaft von Paraíba. Außerdem stand er wieder im Finale der Copa do Nordeste. Die zwei Finalspiele verlor man mit insgesamt 2:0 gegen Fortaleza EC. Im September zog es ihn nach Thailand. Hier unterschrieb er einen Vertrag beim Erstligisten Rayong FC in Rayong. Am Ende der Saison 2020/21 musste er mit Rayong als Tabellenletzter in die zweite Liga absteigen. Nach insgesamt 35 Erst- und Zweitligaspielen wechselte er im Juni 2022 zum ebenfalls in der zweiten Liga spielenden Kasetsart FC. Für den Verein aus der Hauptstadt Bangkok bestritt er 27 Ligaspiele. Nach einer Spielzeit wurde sein Vertrag nicht verlängert. Von Juni 2023 bis Ende September 2023 war er vertrags- und vereinslos. Am 26. September 2023 unterschrieb er in seiner Heimat einen Vertrag beim ACEC Baraúnas.

## Erfolge
Campinense Clube
- Staatsmeisterschaft von Paraíba: 2016
- Copa do Nordeste: 2016 (Finalist)

Cuiabá EC
- Staatsmeisterschaft von Mato Grosso: 2018

Botafogo FC (PB)
- Staatsmeisterschaft von Paraíba: 2019
- Copa do Nordeste: 2019 (Finalist)